# Spino d'Adda
Spino d'Adda là một đô thị ở tỉnh Cremona, vùng Lombardia của Italia, có vị trí cách khoảng 25 km về phía đông nam của Milan và khoảng 50 km về phía tây bắc của Cremona. Tại thời điểm ngày 31 tháng 12 năm 2004, đô thị này có dân số 6.368 người và diện tích là 19,9 km².
Spino d'Adda giáp các đô thị: Boffalora d'Adda, Dovera, Merlino, Pandino, Rivolta d'Adda, Zelo Buon Persico.